# Egyptian International Beverage Company
Egyptian International Beverage Company (EIBCO) — предприятие пищевой промышленности Египта, занятое производством и реализацией пива и вина. Фактически единственный конкурент компании Al-Ahram Beverage Company на внутреннем рынке алкогольных напитков Египта.

## История
Компания основана в октябре 2005 года. Инициатива её основания принадлежала бывшим сотрудникам компании El Guna Beverages, которую тремя годами ранее поглотила компания Al-Ahram Beverage Company, став таким образом абсолютным монополистом внутреннего рынка алкогольных напитков Египта. Компания принадлежит египетскому бизнесмену Шерифу Фану (75 %), компании Wadi Foods (10 %), а также дистрибьюторам, обеспечивающим реализацию её продукции (остальные 20 %).

## Ассортимент продукции

### Пиво
- Luxor Classic Lager — Алк.: 5 %.
- Luxor Special Gold — Алк.: 4,7 %.
- Luxor Weizen (Пшеничное) — Алк.: 5 %.
- Luxor XXX (Крепкое) — Алк.: 10 %.
- Santana — безалкогольное пиво

### Вино
Компания производит вино под торговыми марками:
- Shahrazade (красное, белое и розовое)
- Jardin Du Nil
- Moon Roof.